# Utah Territorial Statehouse

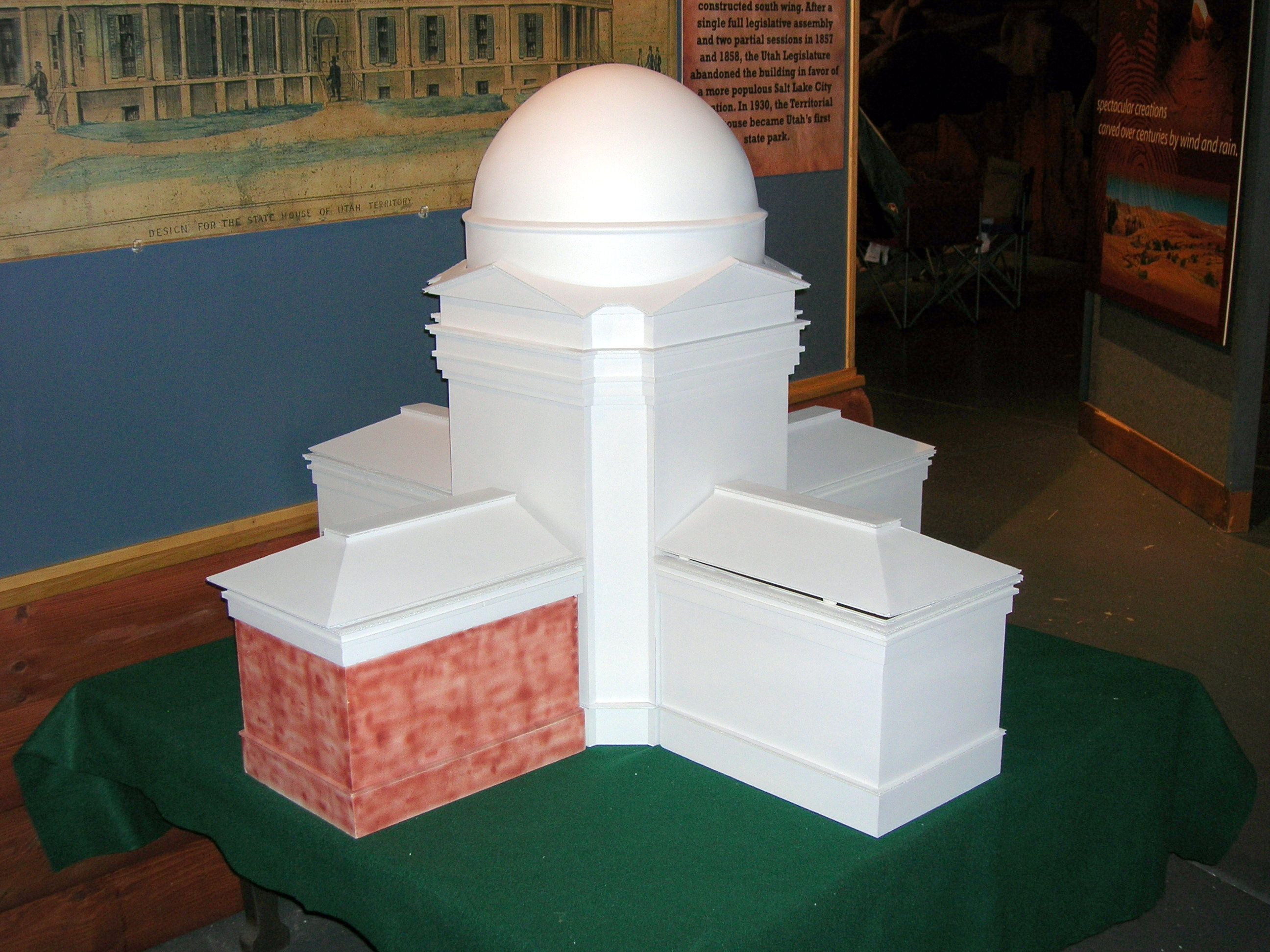
Utahterritoriets första kapitoliumbyggnad enligt de ursprungliga ritningarna, den förverkligade delen i rött.

Utah Territorial Statehouse är en historisk byggnad i staden Fillmore i den amerikanska delstaten Utah. Byggnaden uppfördes mellan 1852 och 1855 som Utahterritoriets första kapitoliumbyggnad och är idag ett museum.
Fillmore grundades 1851 som Utahterritoriets första huvudstad men huvudstaden flyttades redan 1856 till Salt Lake City. Huset som byggdes är egentligen bara en del av den planerade kapitoliumbyggnaden men resten byggdes inte efter beslutet att flytta territoriets lagstiftande församling och förvaltning till Salt Lake City. Byggnaden är den äldsta kvarvarande administrationsbyggnaden i Utah.